# Bastuholmen (norr om Långön, Pyttis)
Bastuholmen är en ö i Finland. Den ligger i Finska viken och i kommunen Pyttis i landskapet Kymmenedalen, i den södra delen av landet. Ön ligger omkring 19 kilometer sydväst om Kotka och omkring 96 kilometer öster om Helsingfors.
Öns area är 6,3 hektar och dess största längd är 360 meter i öst-västlig riktning.